# Sameodesma xanthocraspia
Sameodesma xanthocraspia is een vlinder van de familie van de grasmotten (Crambidae). De wetenschappelijke naam van deze soort is voor het eerst voorgesteld als Thliptoceras xanthocraspia door George Francis Hampson in een publicatie uit 1913.
De soort komt voor in Gambia, Liberia, Ghana, Congo-Kinshasa, Mozambique, Zimbabwe en Zuid-Afrika  .